# George Germain
Pour les articles homonymes, voir Sackville et Germain.
George Sackville Germain (26 janvier 1716 – 26 août 1785), 1er vicomte Sackville, aussi connu comme Lord George Sackville puis Lord George Germain, est un soldat britannique puis homme politique qui est secrétaire d'État pour l'Amérique du cabinet de Lord North lors de la Guerre d'indépendance des États-Unis. Son ministère reçoit la plupart des blâmes lors de la perte des colonies américaines. Ses instructions en matière militaire, ajoutées à son incapacité à comprendre la géographie des colonies et la détermination des colons peuvent justifier cette conclusion.
Lord George Sackville, troisième fils de Lionel Cranfield Sackville, 1er duc de Dorset, Lord lieutenant d'Irlande (représentant du roi en Irlande). Il mène deux carrières, l'une militaire où il se distingue mais qui se termine en cour martiale, l'autre politique qui se solde par la perte des colonies américaines. Il est diplômé du Trinity College (Dublin) en 1737 avant d'entrer dans l'armée.

## Carrière militaire
Sa carrière commence en tant que capitaine au 7th Horse (plus tard 6th Dragoon Guards). En 1740, il est transféré au Gloucestershire Regiment en tant que lieutenant-colonel. Le régiment est envoyé en Allemagne pour y participer à la guerre de Succession d'Autriche. En 1743, Sackville est promu colonel.
George participe à sa première bataille en 1745 lors de la bataille de Fontenoy. Il y est fait prisonnier, mais parce qu'il a été blessé, les Français le soignent et le libèrent. Lorsqu'il rentre chez lui, il sert en Écosse en tant que colonel du régiment des 20th Foot Lancashire Fusiliers.
De 1747 à 1748, il est colonel au 7th Irish horse et sert aux Pays-Bas. Il y a ensuite une interruption dans sa carrière militaire entre guerres, il sert alors en tant que premier secrétaire de son père puis comme membre du Parlement à la chambre des Communes d'Irlande. À cette époque il se fait remarquer pour son comportement homosexuel.
Pendant la guerre de Sept Ans, George reprend le service actif. En 1755, il est promu major-général. En 1758, il obtient un quatrième régiment et rejoint le duc de Marlborough en tant que lieutenant-général. Ils se joignent aux forces alliées du duc Ferdinand de Brunswick en Allemagne. Lors du décès de Marlborough, Sackville devient commandant des forces britanniques.

### Bataille de Minden
Le 1er août 1759, l'infanterie britannique de Hesse fait une attaque téméraire mais victorieuse sur le centre des lignes françaises lors de la bataille de Minden. Leur formation d'attaque repousse une charge de la cavalerie française. Alors que les forces françaises se replient sur Minden, Ferdinand ordonne une charge de la cavalerie britannique afin que la victoire soit totale, mais Sackville ne transmet pas cet ordre. Ferdinand répète l'ordre à plusieurs reprises, mais Sackville qui est fâché avec le commandant de la cavalerie, Lord Granby, ne transmet toujours pas l'ordre. Il ne veut pas que Granby se couvre de gloire lors de cette attaque, les alliés perdent ainsi l'occasion d'une victoire décisive. George est pour cela limogé et renvoyé dans ses foyers.

### Cour martiale
Sackville refuse d'admettre sa responsabilité pour avoir refusé d'obéir aux ordres. De retour en Angleterre, il demande que siège une cour martiale, il fait un tel battage qu'il obtient ce qu'il demande en 1760. La cour le reconnaît coupable et émet le plus étrange et sévère jugement jamais rendu à l'égard d'un officier général. Le verdict reconnaît non seulement son limogeage mais ajoute qu'il est « [...] inapte à servir sa Majesté dans quelque fonction militaire que ce soi », elle ordonne que son jugement soit lu et inscrit dans le rapport journalier de chacun des régiments de l'armée. Le roi fait supprimer son nom des rôles du Conseil privé.

## Carrière politique
Sackville est membre du parlement de manière épisodique depuis 1741. Il siège dans les assemblées de Dublin et de Westminster, parfois simultanément, mais n'a jamais pris part aux luttes politiques. Lorsque George III monte sur le trône, il entreprend sa réhabilitation politique.
Il n'y a pas eu, semble-t-il, de répercussions négatives de l'impasse européenne de la guerre de Sept ans. Les victoires sur les Français à l'intérieur de l'empire colonial ont offert la chance que soient oubliées les péripéties de la guerre. Les difficultés de trésorerie causées par la guerre débouchent sur une période d'instabilité politique et d'alliances changeantes. En 1763, le roi George fait réinscrire Sackville sur les rôles du Conseil privé.
Il s'aligne sur le discours de Lord North et, en 1769, s'allie formellement à ce dernier. Cette même année décède Lady Elizabeth Germain qui n'a pas d'héritiers naturels et lui lègue tous ses biens. Ceci améliore non seulement l'état de ses finances mais lui offre la possibilité de prendre formellement ce nom. Après 1770, il sera connu en tant que Lord George Germain.
Le 10 novembre 1775, Germain est nommé secrétaire d'État des colonies américaines (Secretary of State for the American Department). À cette époque le cabinet de North compte trois secrétaires d'État ; un pour l'Amérique, un pour l'Europe (Secretary of State for the Northern Department, secrétaire d'État du Nord) et un pour le reste du monde (Secretary of State for the Southern Department, secrétaire d'État du Sud). En plus des relations internationales, ces secrétaires ont la responsabilité de l'administration coloniale et des opérations militaires dans leur région respective.
Ce qui fait de Germain le ministre chargé de mater la révolte dans les colonies américaines. Il promeut et révoque les généraux, il est chargé de l'approvisionnement des troupes puis de la stratégie des plans de guerre. Son idée maîtresse est que « la foule […] ne devrait pas s'immiscer dans les affaires politiques et gouvernementales, qu'elle ne comprend pas » et que « ces clowns de paysans ne peuvent nous fouetter ».
Lord Germain et le Premier ministre Lord North font trois suppositions concernant la guerre qu'ils vont devoir affronter. L'une est que les forces américaines ne pourront résister aux assauts britanniques. La seconde étant que cette guerre serait semblable à celles qu'ils ont gagnées en Europe. Enfin que la victoire leur offrirait l'allégeance des colonies. Toutes leurs suppositions se révélèrent erronées.
En 1776, il travaille avec le général Burgoyne à la planification, au soutien et à la donnée d'ordres concernant la campagne de Saratoga. Cependant, les ordres qu'il donne au général Howe ne sont pas clairs et conduisent à l'échec de la campagne. En 1781, ses ordres confus pour Cornwallis et Clinton contribuent à la défaite de Yorktown.

## Après guerre
Lorsque Lord North démissionne en 1782, Germain abandonne son ministère et son siège au parlement. Le roi George le fait pair du royaume en tant que vicomte de Sackville, mais la controverse concernant son ministère lors de la guerre continue. Certains membres s'opposent à le voir siéger parmi eux à la Chambre des lords, mais sa santé déclinante rend bientôt vaines ces velléités.
Thomas Gainsborough réalise un portrait de lui en 1784, aujourd'hui conservé à Knole House, Sevenoaks.
Il se retire sur ses terres à Stoneland Lodge dans le Sussex, et meurt en 1785.